# Piemonte Woman Cup 2009
Piemonte Woman Cup 2009 (Torino International Volley Masters 2009) – turniej towarzyski w piłce siatkowej kobiet trwający od 16-20 czerwca 2009 z udziałem reprezentacji Polski, mający na celu sprawdzenie reprezentacji przed kwalifikacjami do Mistrzostw Świata 2010. W turnieju brały udział cztery siatkarskie reprezentacje:
- Chiny
- Japonia
- Polska
- Włochy

Zwycięstwo odniosła Polska, pokonując w finale 3:1 Japonię.

## Faza grupowa
Tabela
| Poz. | Reprezentacja | Pkt | Mecze | Mecze | Mecze | Sety | Sety | Sety     | Małe punkty | Małe punkty | Małe punkty |
| Poz. | Reprezentacja | Pkt | M     | Z     | P     | wyg. | prz. | stosunek | zdob.       | str.        | stosunek    |
| ---- | ------------- | --- | ----- | ----- | ----- | ---- | ---- | -------- | ----------- | ----------- | ----------- |
| 1    | Chiny         | 5   | 3     | 2     | 1     | 7    | 4    | 1,750    | 266         | 253         | 1,051       |
| 2    | Włochy        | 5   | 3     | 2     | 1     | 6    | 5    | 1,200    | 256         | 264         | 0,970       |
| 3    | Polska        | 4   | 3     | 1     | 2     | 5    | 6    | 0,833    | 259         | 254         | 1,020       |
| 4    | Japonia       | 4   | 3     | 1     | 2     | 4    | 7    | 0,571    | 251         | 261         | 0,962       |

Legenda: Poz. – pozycja, Pkt – liczba punktów, M – liczba meczów, Z – mecze wygrane, P – mecze przegrane, wyg. – sety wygrane, prz. – sety przegrane, zdob. – małe punkty zdobyte, str. – małe punkty stracone
Wyniki
| 16 czerwca 2009 |

|  | Chiny | 1:3(23:25, 18:25, 25:14, 30:32) | Japonia |  |
|  |       | 1:3(23:25, 18:25, 25:14, 30:32) |         |  |

|  | Polska | 1:3(25:27, 25:22, 22:25, 22:25) | Włochy |  |
|  |        | 1:3(25:27, 25:22, 22:25, 22:25) |        |  |

| 17 czerwca 2009 |

|  | Polska | 1:3(25:20, 22:25, 23:25, 18:25) | Chiny |  |
|  |        | 1:3(25:20, 22:25, 23:25, 18:25) |       |  |

|  | Japonia | 1:3(25:21, 20:25, 25:21, 25:21) | Włochy |  |
|  |         | 1:3(25:21, 20:25, 25:21, 25:21) |        |  |

| 18 czerwca 2009 |

|  | Polska | 3:0(27:25, 25:17, 25:18) | Japonia |  |
|  |        | 3:0(27:25, 25:17, 25:18) |         |  |

|  | Włochy | 0:3(23:25, 23:25, 23:25) | Chiny |  |
|  |        | 0:3(23:25, 23:25, 23:25) |       |  |

## Półfinały
| 19 czerwca 2009 |

|  | Chiny | 2:3(21:25, 25:17, 18:25, 25:18, 11:15) | Japonia |  |
|  |       | 2:3(21:25, 25:17, 18:25, 25:18, 11:15) |         |  |

|  | Włochy | 1:3(11:25, 23:25, 25:15, 25:27) | Polska |  |
|  |        | 1:3(11:25, 23:25, 25:15, 25:27) |        |  |

## Mecze o trzecie miejsce
| 20 czerwca 2009 |

|  | Włochy | 0:3(21:25, 20:25, 17:25) | Chiny |  |
|  |        | 0:3(21:25, 20:25, 17:25) |       |  |

## Finał
| 20 czerwca 2009 |

|  | Japonia | 1:3(19:25, 25:12, 23:25, 18:25) | Polska |  |
|  |         | 1:3(19:25, 25:12, 23:25, 18:25) |        |  |

## Klasyfikacja końcowa
| Miejsce | Reprezentacja |
| ------- | ------------- |
| 1.      | Polska        |
| 2.      | Japonia       |
| 3.      | Chiny         |
| 4.      | Włochy        |

## Nagrody indywidualne
| Najlepsza atakująca | Najlepsza blokująca | Najlepsza zagrywająca | Najlepsza rozgrywająca | Najlepsza libero | Najlepsza zawodniczka (MVP) |
| ------------------- | ------------------- | --------------------- | ---------------------- | ---------------- | --------------------------- |
| Joanna Kaczor       | Dorota Pykosz       | Wang Yimei            | Yoshie Takeshita       | Yūko Sano        | Anna Barańska               |

## Składy

### Chiny
| Nr | Imię i nazwisko |
| -- | --------------- |
| 1  | Li Juan         |
| 2  | Xue Ming        |
| 4  | Xu Yunli        |
| 5  | Ma Yunwen       |
| 6  | Chu Jinling     |
| 7  | Zhang Xian      |
| 8  | Hui Ruoqi       |
| 9  | Zhao Yanni      |
| 10 | Wang Yimei      |
| 11 | Wei Qiuyue      |
| 12 | Na Yin          |
| 15 | Yin Meng        |
| 16 | Wang Qian       |
| 18 | Shen Jingsi     |

### Japonia
| Nr | Imię i nazwisko  |
| -- | ---------------- |
| 1  | Megumi Kurihara  |
| 2  | Masami Yokoyama  |
| 3  | Yoshie Takeshita |
| 4  | Kaori Inoue      |
| 5  | Masami Hosokawa  |
| 6  | Yūko Sano        |
| 7  | Akiko Ino        |
| 8  | Yuki Ishikawa    |
| 9  | Mizuho Ishida    |
| 10 | Yuki Shoji       |
| 11 | Erika Araki      |
| 12 | Saori Kimura     |
| 13 | Maiko Ano        |
| 14 | Kana Ōyama       |
| 15 | Toyomi Tominaga  |
| 16 | Sayoko Matzusaki |
| 17 | Mai Yamaguchi    |
| 18 | Kanari Hamaguchi |

### Polska
| Nr | Imię i nazwisko             |
| -- | --------------------------- |
| 2  | Mariola Zenik               |
| 3  | Izabela Żebrowska           |
| 4  | Izabela Bełcik              |
| 5  | Katarzyna Gajgał            |
| 8  | Dorota Świeniewicz          |
| 7  | Berenika Okuniewska         |
| 10 | Anna Woźniakowska           |
| 11 | Anna Barańska               |
| 12 | Milena Sadurek-Mikołajaczyk |
| 13 | Dorota Pykosz               |
| 15 | Agata Sawicka               |
| 16 | Aleksandra Jagieło          |
| 17 | Joanna Kaczor               |
| 18 | Elżbieta Skowrońska         |

### Włochy
| Nr | Imię i nazwisko     |
| -- | ------------------- |
| 2  | Simona Rinieri      |
| 3  | Paola Croce         |
| 4  | Monica Ravetta      |
| 5  | Giulia Rondon       |
| 6  | Francesca Marcon    |
| 8  | Jenny Barazza       |
| 9  | Manuela Secolo      |
| 12 | Francesca Piccinini |
| 13 | Federica Stufi      |
| 14 | Eleonora Lo Bianco  |
| 17 | Simona Gioli        |
| 18 | Taismary Agüero     |